# Lithocarpus pachylepis
Lithocarpus pachylepis A.Camus – gatunek roślin z rodziny bukowatych (Fagaceae Dumort.). Występuje naturalnie w północnym Wietnamie oraz południowych Chinach (w zachodnim Kuangsi i południowo-wschodniej części Junnanu). 

## Morfologia
PokrójZimozielone drzewo dorastające do 10–20 m wysokości.
LiścieBlaszka liściowa jest owłosiona od spodu i ma kształt od podługowatego do odwrotnie jajowato podługowatego. Mierzy 20–35 cm długości oraz 6–11 cm szerokości, jest ząbkowana lub piłkowana na brzegu, ma klinową nasadę i tępy lub ostry wierzchołek. Ogonek liściowy jest owłosiony i ma 15–25 mm długości.
OwoceOrzechy o stożkowatym kształcie, dorastają do 15–25 mm długości i 40–65 mm średnicy. Osadzone są pojedynczo w miseczkach w kształcie talerza lub bąka, które mierzą 15–30 mm długości i 45–60 mm średnicy. Orzechy otulone są w miseczkach do 10–20% ich długości.

## Biologia i ekologia
Rośnie w wiecznie zielonych lasach. Występuje na wysokości od 900 do 1800 m n.p.m. Kwitnie od kwietnia do czerwca, natomiast owoce dojrzewają od października do grudnia.